# Nattavaara
Nattavaara (lulesamisch Nahtavárre) ist ein Ort (småort) in der nordschwedischen Provinz Norrbottens län und der historischen Provinz (landskap) Lappland, nördlich des Polarkreises.
Der Ort in der Gemeinde Gällivare liegt an der Erzbahn zwischen Boden und Gällivare. Er entstand vier Kilometer westlich des eigentlichen Ortes Nattavaara by um einen Bahnhof. Das Teilstück wurde hier 1887 gebaut.

## Bildergalerie

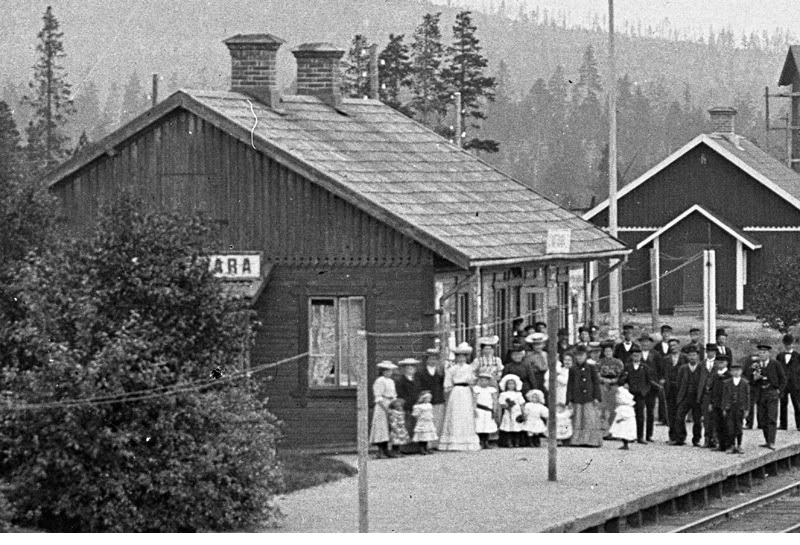
Bahnhof von Nattavaara, vor 1922
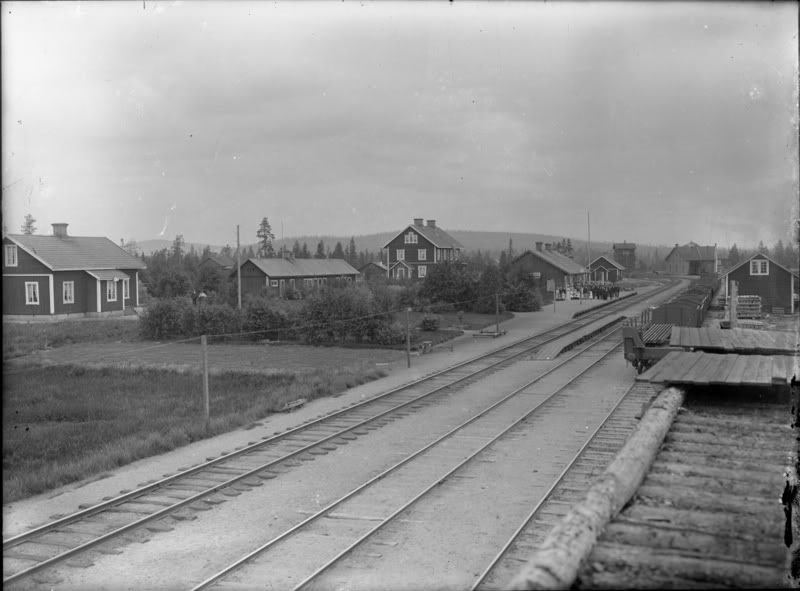
Bahnhof von Nattavaara, vor 1922
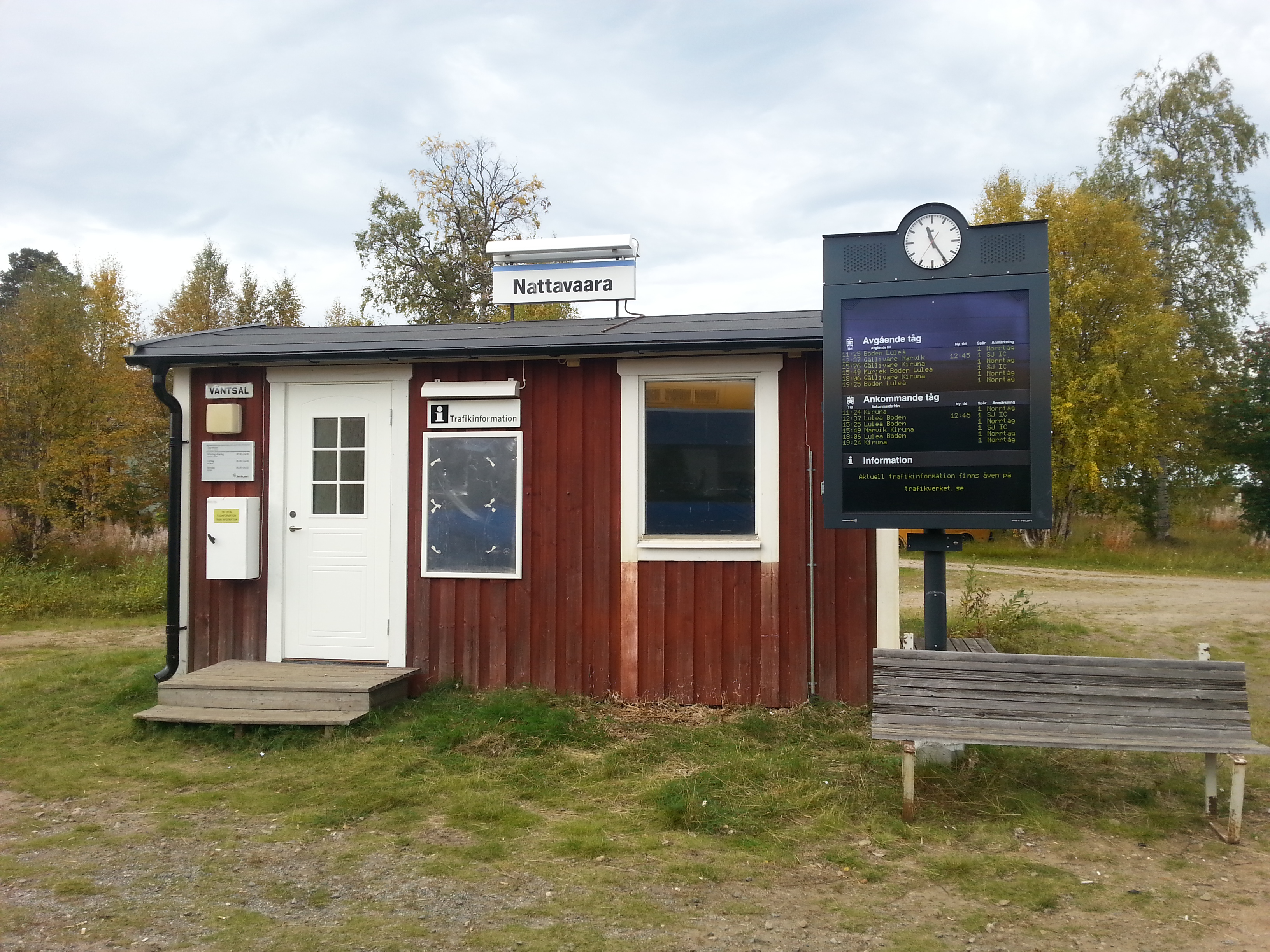
Bahnhof von Nattavaara, 2014
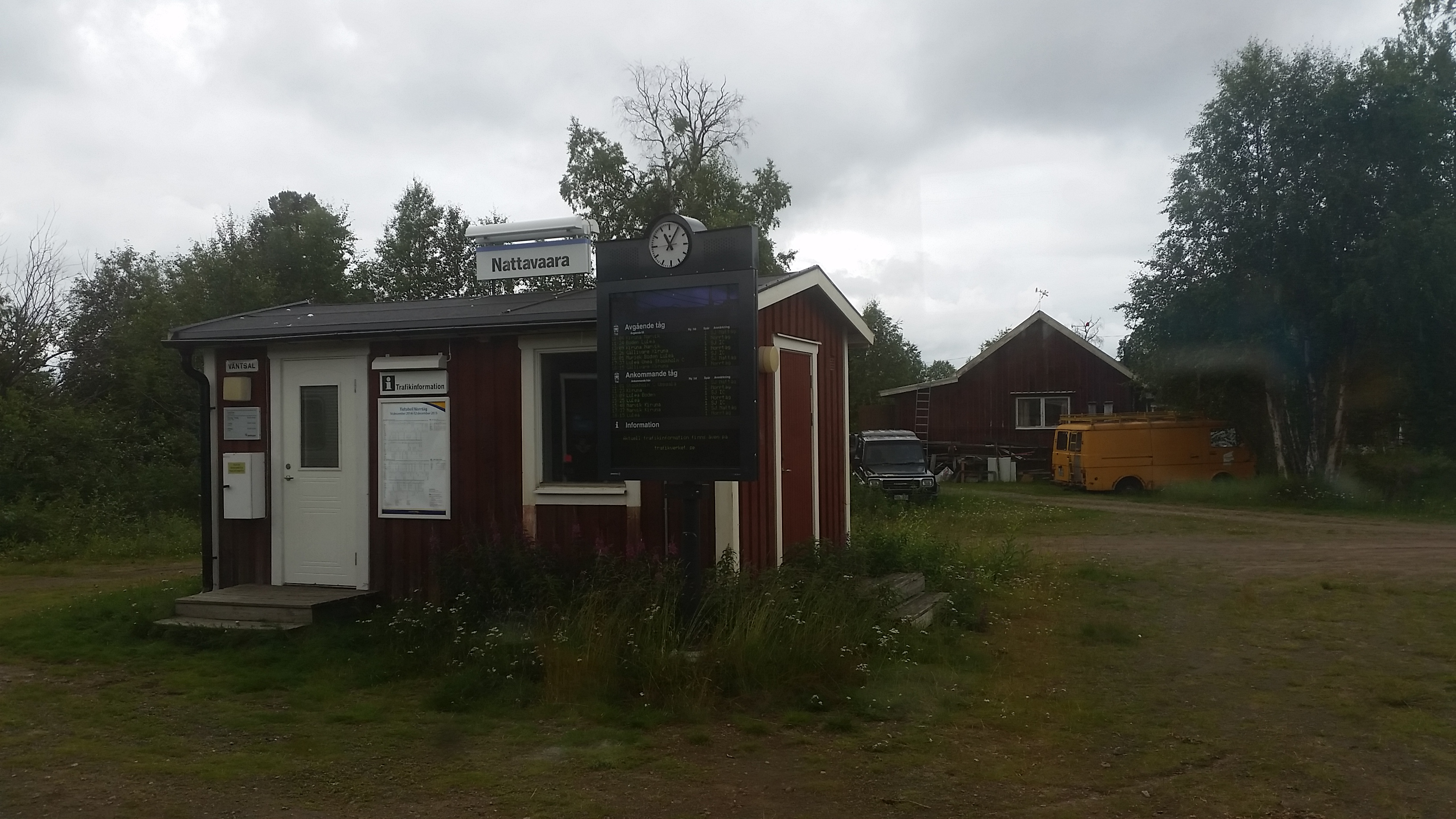
Bahnhof von Nattavaara, 2015
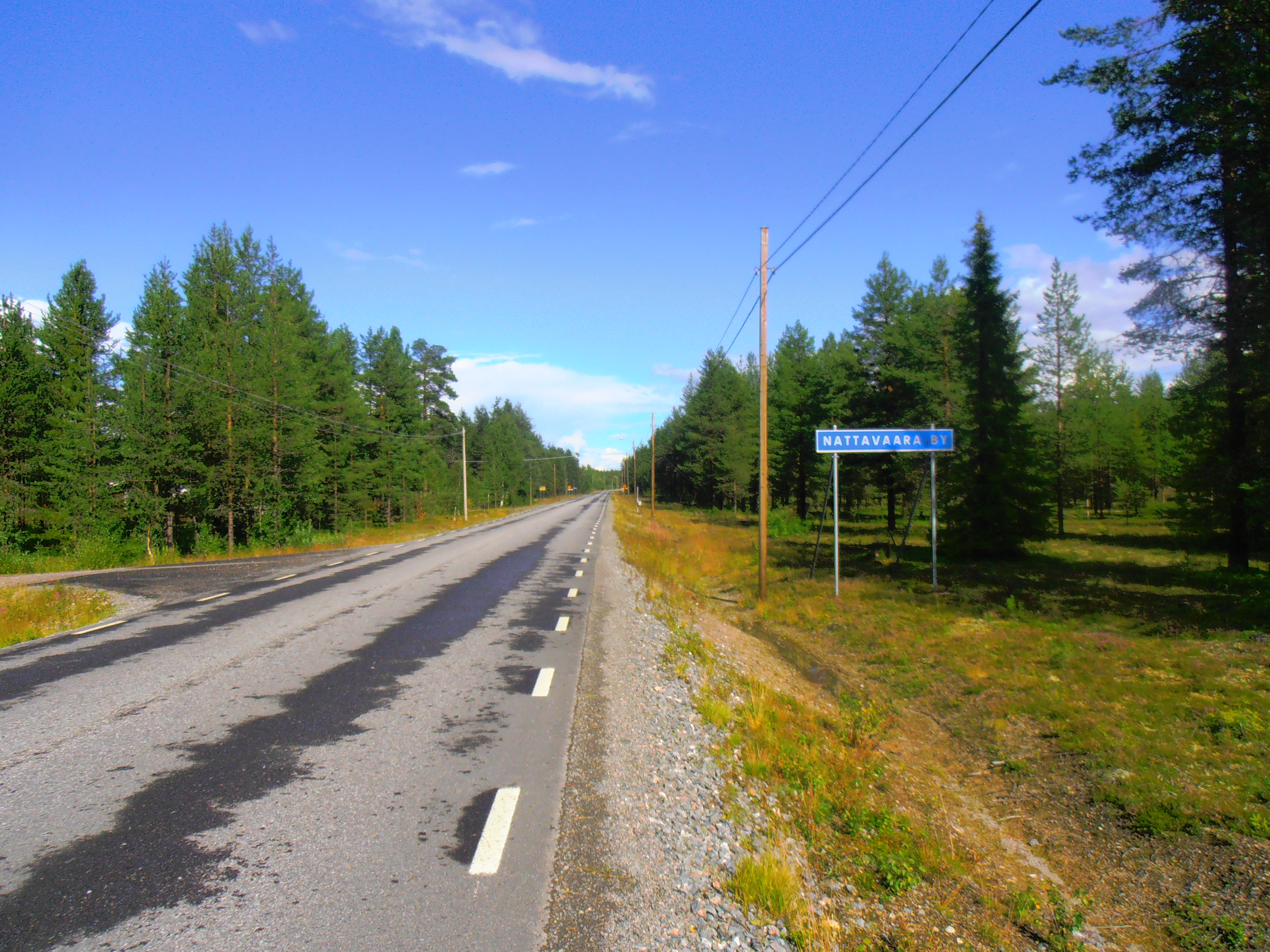
Ortsschild, 2016